# Aéroport de York Landing
L'aéroport de York Landing est un aéroport situé au Manitoba, au Canada.